# Samotář (album)
Samotář je studiové album Jakuba Smolíka, které vyšlo v roce 2004 jako MC a CD.

## Seznam skladeb
1. "Jen mou vinou"
2. "Jsem O.K."
3. "V paměti mám"
4. "Tak rád Tě líbám"
5. "Lásko"
6. "Jdu dál"
7. "Jsem sám"
8. "Prý chlapi nebrečí"
9. "Cesty"
10. "Svět je záhadnej"
11. "Lhářka"
12. "Nebeská brána"
13. "Samotář"